# 섀터콘

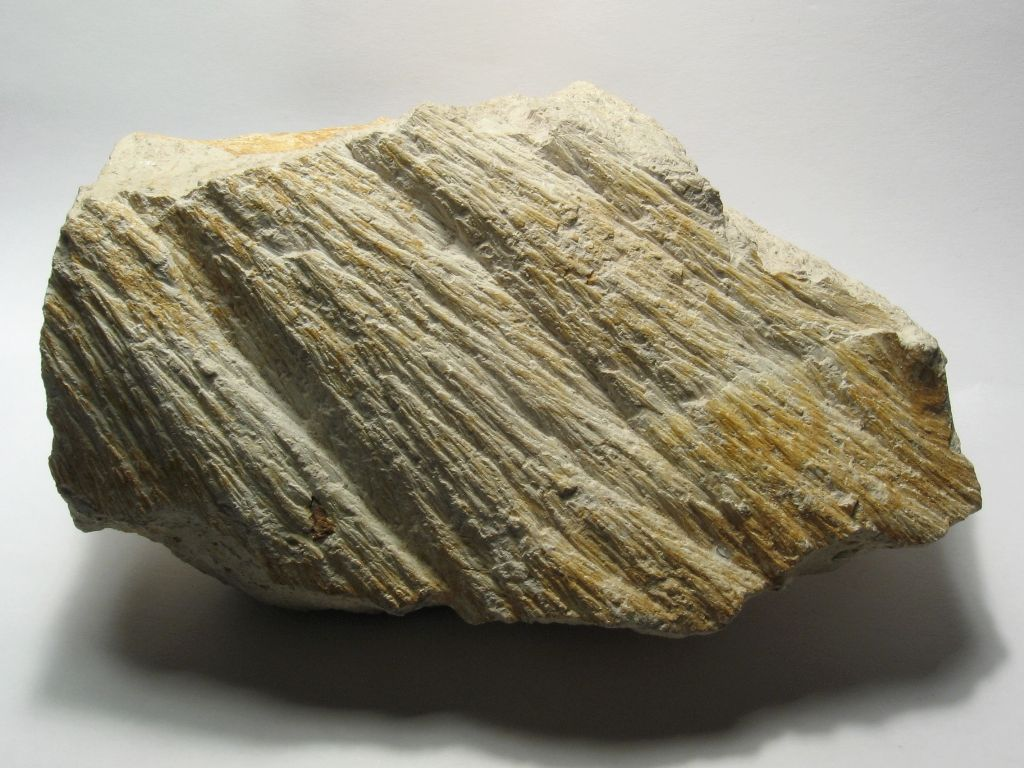
섀터콘. 독일 스타인하임 분지에서 발견.

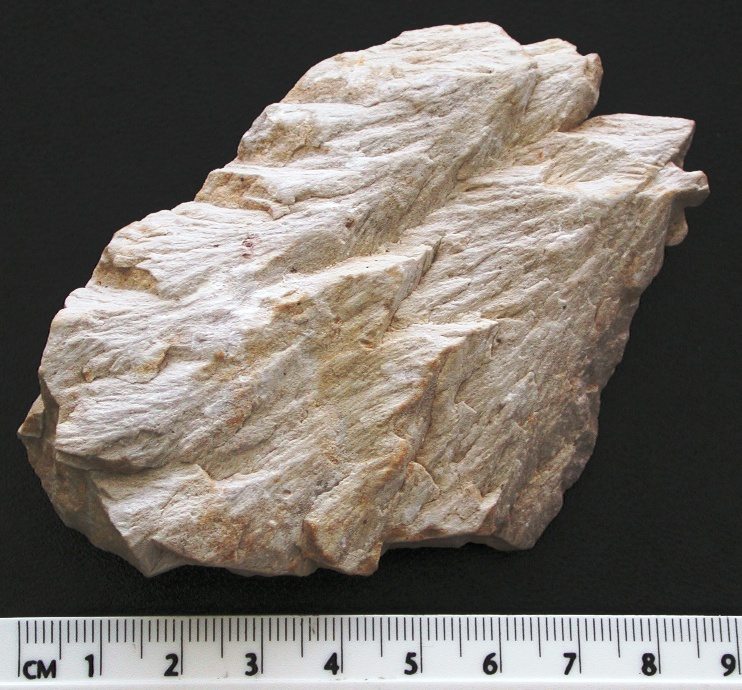
미국 웰스 크릭 크레이터 내 백운암에서 생성된 섀터콘.

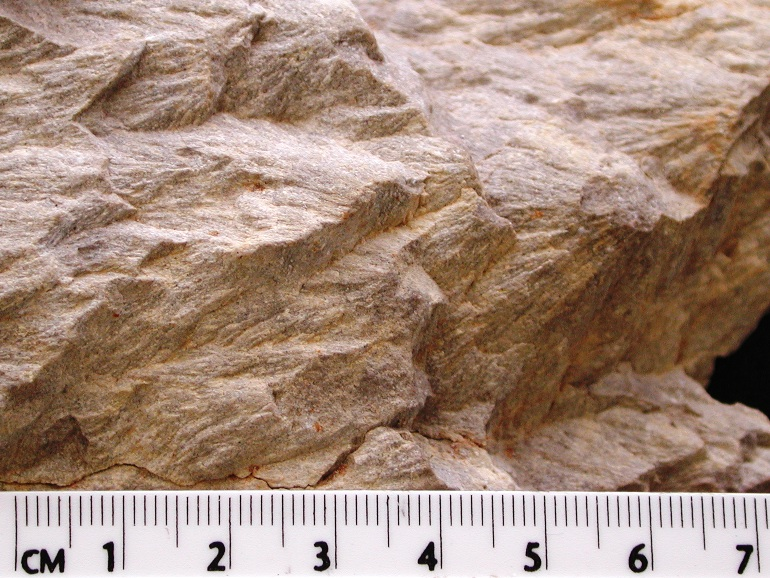
웰스 크릭 크레이터 내 백운암에서 생성된 섀터콘을 확대한 것.

충격원뿔암 또는 섀터콘(shatter cone)은 거대한 운석 충돌구 바닥에서만 드물게 발견되는 바위 조각이다., 1905년 독일의 스타인하임 분지에서 최초로 발견되었는데, 이 때만 해도 이 암석 구조물은 화산 폭발로 인해 생긴 것으로 알고 있었다.
섀터콘의 외관은 원추형의 무늬에서 가는 홈들이 갈라져 나와 있는 형태를 띠고 있다. 크기는 1센티미터에서 수 미터에 이르는 것까지 다양하다. 캐나다의 슬레이트 섬에서 발견된 섀터콘의 크기는 10미터가 넘기도 한다.
섀터콘의 표면에 있는 원뿔 모양의 선들은 충돌 지점을 중심으로 방사상으로 퍼져 나가는 모양이다. 이는 운석 낙하시 충격파 때문에 생긴 구조로, 파동이 전달되면서 여러 겹의 주름이 만들어진 것이다. 원추형 구조의 꼭지각은 보통 90도에서 120도 사이인데, 90도에 가까워질 수록 충격파의 강도가 더 강했던 것이다. 보통 섀터콘이 생성되는 데 필요한 압력은 2 ~ 30 Gpa이기 때문에 꼭지각의 각도를 통하여 압력의 세기를 알아낼 수 있다. 비슷한 원리로 코에사이트나 스티쇼바이트 광물도 섀터콘과 같이 충격 구조를 판단하는 데 있어 중요한 지표 중 하나이다.
흔히 석회암 속에서 발견되는 것이 보통이나, 사암, 규암, 셰일 등에서도 발견된다.

## 참고 문헌
1. ↑  French, B.M. (1998). 《Traces of catastrophe》. Lunar and Planetary Institute. 2008년 4월 20일에 확인함.
2. ↑  Sagy, A.; Fineberg, J.; Reches, Z. (2004). “Shatter cones: Branched, rapid fractures formed by shock impact” (PDF). 《Journal of Geophysical Research》 109: B10209. 2009년 2월 27일에 원본 문서 (PDF)에서 보존된 문서. 2009년 2월 27일에 확인함.
3. ↑  김동섭, 김지현 (2004년 4월 8일). 《운석도감》. 서울: 한국운석광물연구소. 34쪽. ISBN 89-955180-0-6 06400 |isbn= 값 확인 필요: length (도움말).

## 같이 보기
- 유성체
- 운석
- 충돌구